# Broons
Broons (bret. Bronn) – miejscowość i gmina we Francji, w regionie Bretania, w departamencie Côtes-d’Armor.
Według danych na rok 1990 gminę zamieszkiwało 2327 osób, a gęstość zaludnienia wynosiła 66 osób/km² (wśród 1269 gmin Bretanii Broons plasuje się na 263. miejscu pod względem liczby ludności, natomiast pod względem powierzchni na miejscu 195).